# Cmentarz dla zwierząt w Hartsdale
Cmentarz dla zwierząt w Hartsdale (ang.: Hartsdale Pet Cemetery lub Hartsdale Canine Cemetery) – to zabytkowy cmentarz dla zwierząt domowych w Hartsdale, w hrabstwie Westchester, w stanie Nowy Jork. To najstarszy i największy taki cmentarz w USA.
Został założony w 1896 r. przez prof. dr weterynarii Samuela Johnsona. Spotykał się on z problemami właścicieli zwierząt domowych, którzy nigdzie nie mogli legalnie pochować swoich czworonożnych ulubieńców. Johnson stopniowo przekształcił własny ogród w cmentarz dla psów. Został on zalegalizowany oficjalnie dopiero 4 maja 1914 r. Z czasem cmentarz rozrósł się znacznie i zaczął przyjmować, oprócz psów, również koty, ptaki ozdobne, króliki, itp. (jest nawet jeden grób lwa). Obecnie ma ponad 70 tysięcy pochówków (w tym 7 tysięcy pomników grobowych) i własne krematorium. Zyskał też renomę jednego z najbardziej ekskluzywnych cmentarzy, gdzie swoje zwierzęta pochowały takie gwiazdy filmu lub piosenki jak: Diana Ross, Mariah Carey, Robert Merrill czy Kate Smith. Oprócz zabytkowych nagrobków, na cmentarzu znajdują się: zabytkowy dom dozorcy, okazałe mauzolea psów oraz pomnik z 1921 r. (figura psa z brązu na 10-tonowym cokole z granitu) ku czci ponad 7 tysięcy psów, które zginęły służąc wojsku podczas I wojny światowej; obecnie pomnik upamiętnia również psy, które zginęły służąc np. w policji, straży pożarnej itp. W 2012 r. cały cmentarz został wpisany na listę zabytków.

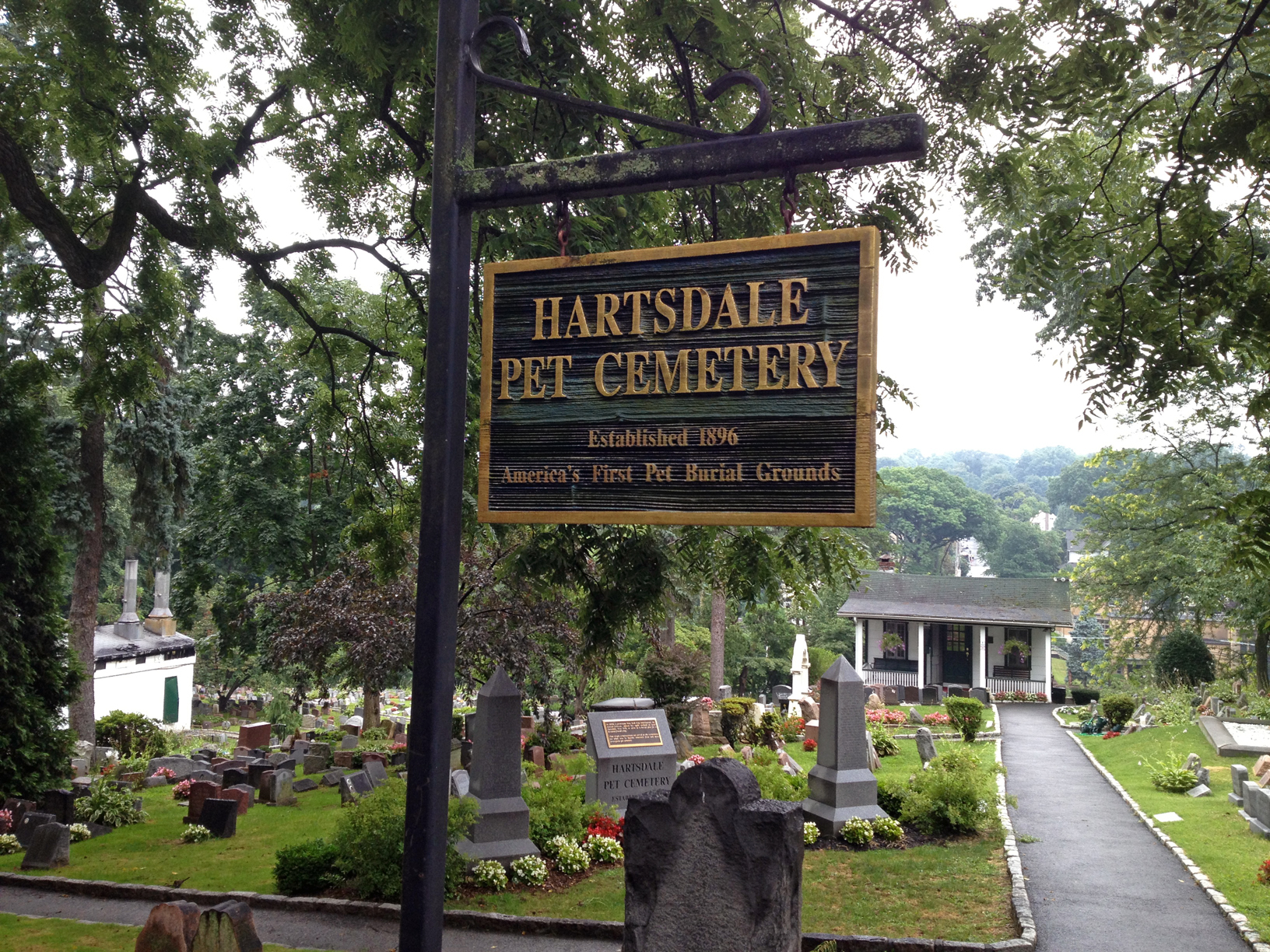
Widok ogólny cmentarza
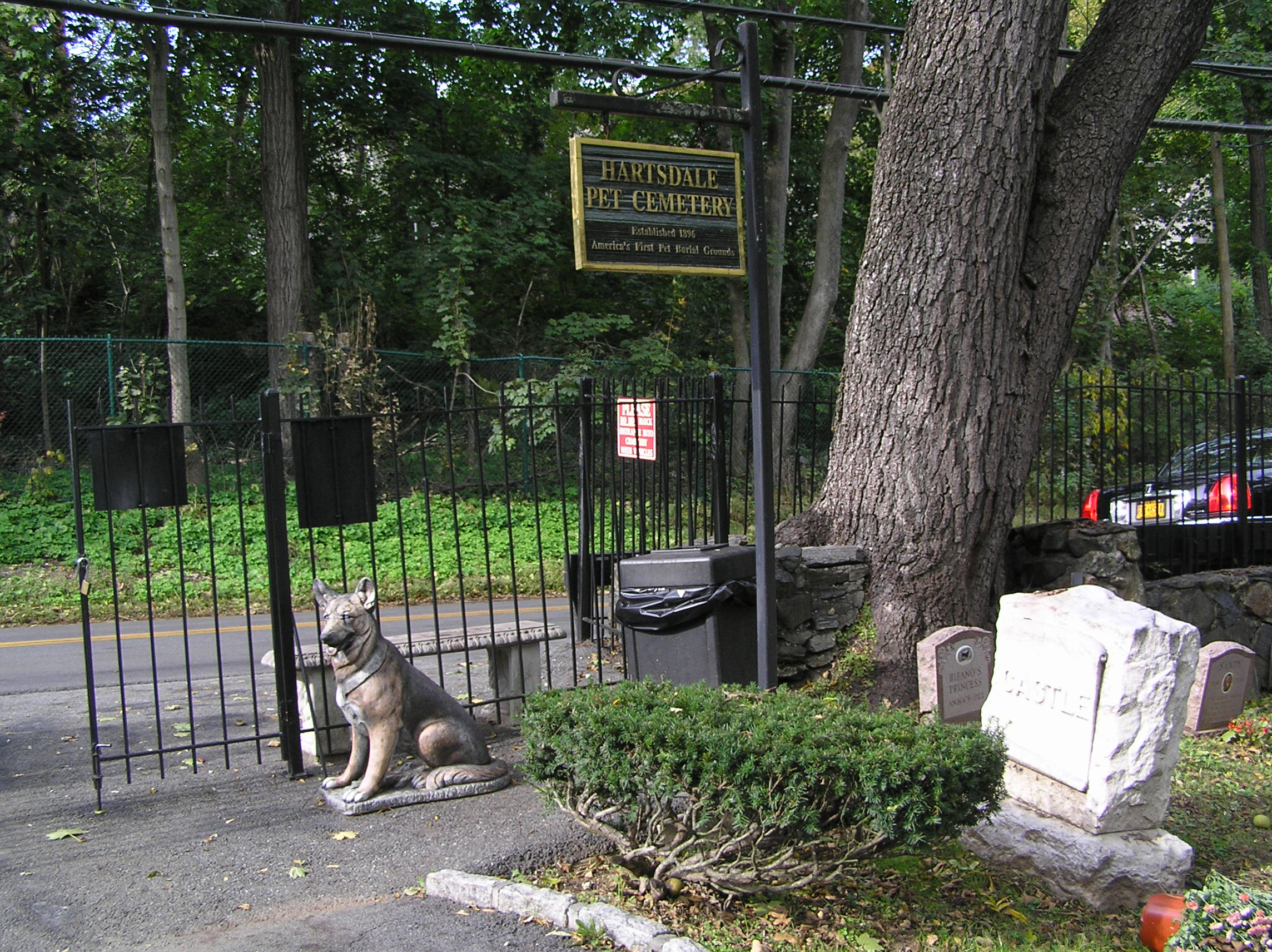
Nagrobki